# مارت سيمارد
مارت سيمارد (6 أبريل 1901- 28 مارس 1993) هي سياسية فرنسية كندية، ولدت في برج منايل بالجزائر.
كانت أول امرأة فرنسية تجلس في الجمعية البرلمانية، وأسست في ديسمبر 1940 لجنة فرنسا الحرة في كيبك. كانت عضوا في وسام جوقة الشرف، كُرّمت عن خدماتها التطوعية، كما سُميت ساحة في الدائرة الرابعة عشرة في باريس باسمها إحياءً لذكراها.